# 石田燿子
石田 燿子（いしだ ようこ、1973年10月7日 - ）は、日本の女性歌手。本名は石田 陽子（読み同じ）、旧芸名は石田 よう子（読み同じ）。HIGHWAY STAR所属。新潟県新潟市出身、在住。新潟県立新潟南高等学校、大妻女子大学短期学部卒。身長156 cm。血液型はA型。

## 略歴
1990年に開催された「アニメシンガーコンテスト」のグランプリをきっかけにして、歌手活動を開始する。デビュー・シングル『乙女のポリシー/好きと言って』は、30万枚を売上。当初は「石田よう子」名義だったが、本名の「石田陽子」を経て、2000年に現在の名義に改める。2011年7月からSOLID VOX（現・HIGHWAY STAR）に所属。2018年より、国際映像メディア専門学校の講師に就任。
2000年、杉崎潤一郎（jun）とケルト音楽に影響を受けたインディーズ音楽ユニット・J.e.t.（ジエット）を結成し、作詞とボーカルを担当している。
2000年9月、1作目のパラパラリミックスのアニソン・カヴァー・アルバム『パラパラMAX〜THE POWER OF NEW ANIMATION SONGS〜』をパイオニアLDCから発売。これがきっかけとなり、石田はパラパラリミックスのアニソンの大使として注目を浴びるようになる。一連のリミックス・カヴァー・アルバムをリリースし、やがて海外でも注目され、アルバムのいくつかはアメリカでも発売されたり、北アメリカ、ヨーロッパ、南アメリカでの公演に招かれるようになる。
2001年以降、NANAという別人格としてアダルトゲームの主題歌を手掛ける。2014年、ライブイベント『暴れ祭り』にて、緑系ウィッグを着けてNANAとして初登場を果たす。「NANA」と「石田燿子」の関係は、公には「お友達」であると表明されている。しかし、大手通販サイトなどでは既に名義が「NANA（石田燿子）」と表示されている。
また、Mizuho名義でPCゲーム『FORTUNE ARTERIAL』のOPテーマも担当している。
2008年、テレビアニメ『ストライクウィッチーズ』のオープニングテーマ「STRIKE WITCHES 〜わたしにできること〜」を担当し、オリコンチャートで自身初となるトップ20入りを果たすヒットとなった。
2012年、本人初となる劇場主題歌『ストライクウィッチーズ劇場版』の主題歌「約束の空へ ～私のいた場所～」を担当。
2013年、デビュー20周年を迎え、20周年記念ベストアルバム『Happy For You 〜20th Anniversary〜』発売し、大阪、東京とプレミアムライブツアー開催。
2023年12月2日、浅草花劇場にてデビュー30周年を記念して昼夜2部制のスペシャルライブ『石田燿子 30TH ANNIVERSARY SPECIAL LIVE 〜BLUE MOON/Everything’s my treasure〜』を開催。

## 人物
サポーターズ・クラブの名前は「Club sweets」。趣味は旅行。杉山清貴の大ファン。声優・歌手の榎本温子は親友。2008年に結婚。2009年に出産。2009年9月13日「イシダナイトfeat.F〜新しいバースデー」にて本人が発表した。

## 作品

### シングル
|            | 発売日                | タイトル                              | 規格品番    | 規格品番   | オリコン 最高位 |
| 初回限定盤 | 発売日                | タイトル                              | 通常盤      |            | オリコン 最高位 |
| ---------- | --------------------- | ------------------------------------- | ----------- | ---------- | --------------- |
| 1st        | 1993年3月21日         | 乙女のポリシー                        |             | CODC-160   | 77位            |
| 1st        | 2000年6月21日（再発） | 乙女のポリシー                        | CODC-1873   | 圈外       |                 |
| 2nd        | 1994年8月1日          | やさしさの玉手箱                      | CODC-461    | 圈外       |                 |
| 3rd        | 1994年10月1日         | 愛の戦士                              | CODC-395    | 53位       |                 |
| 4th        | 1995年6月21日         | ちょっぴりシェフきぶん                | CODC-677    | 圈外       |                 |
| 5th        | 1995年11月1日         | ズッコケパラダイス                    | CODC-762    | 圈外       |                 |
| ※          | 1997年3月1日          | DO UP!カブタック                      | CODC-1169   | 圈外       |                 |
| 6th        | 2001年10月24日        | Sugar Baby Love                       | PICA-0009   | 100位      |                 |
| 7th        | 2002年4月24日         | 永遠の花                              | PICA-0018   | 42位       |                 |
| 8th        | 2002年11月7日         | 言えないから                          | PICA-0023   | 88位       |                 |
| 9th        | 2003年2月26日         | 真実の扉                              | PICA-0025   | 73位       |                 |
| 10th       | 2003年10月29日        | たからもの                            | PICA-0027   | 37位       |                 |
| 11th       | 2004年4月28日         | 夏色のカケラ                          | GNCA-0001   | 23位       |                 |
| 12th       | 2005年1月26日         | OPEN YOUR MIND 〜小さな羽根ひろげて〜 | GNCA-0007   | 45位       |                 |
| 13th       | 2006年2月8日          | 紅の静寂                              | GNCA-0023   | 51位       |                 |
| 14th       | 2006年4月26日         | 幸せのいろ                            | GNCA-0027   | 49位       |                 |
| Mizuho名羲 | 2007年10月25日        | It's my precious time!                | WACD-300    | 66位       |                 |
| Mizuho名羲 | 2008年1月25日         | 扉ひらいて、ふたり未来へ              | WACD-301    | 58位       |                 |
| 15th       | 2008年8月20日         | STRIKE WITCHES 〜わたしにできること〜 | COCC-16171  | 20位       |                 |
| 16th       | 2010年3月17日         | private wing                          | COCC-16343  | 50位       |                 |
| 17th       | 2010年8月4日          | STRIKE WITCHES 2 〜笑顔の魔法〜       | COZC-467/8  | COCC-16402 | 18位            |
| 18th       | 2012年12月26日        | 生命の樹                              |             | LACM-14051 | 25位            |
| 19th       | 2013年11月27日        | INFINITY 〜あの日を越えて〜           | LACM-14167  | 45位       |                 |
| 20th       | 2014年9月24日         | Connect Link                          | COCC-16921  | 44位       |                 |
| 21st       | 2014年11月12日        | はじまる                              | LACM-14273  | 61位       |                 |
| 22nd       | 2014年11月26日        | COLORFUL BOX                          | 1000529072  | 1000529073 | 21位            |
| 23rd       | 2015年8月19日         | FOREVER HERE                          |             | EYCA-10541 | 157位           |
| 24th       | 2016年11月16日        | アシタノツバサ                        | COZC-1252/3 | COCC-17138 | 25位            |
| 25th       | 2019年4月24日         | 空が呼ぶほうへ                        | COZC-1535/6 | COCC-17609 | 51位            |
| 26th       | 2020年10月28日        | 勇気の翼                              | COZC-1683/4 | COCC-17817 | 29位            |
| 27th       | 2021年2月17日         | Wanna Fly?                            | COZC-1726/7 | COCC-17859 | 44位            |

### アルバム

#### オリジナル・アルバム
|            | 発売日        | タイトル           | 規格品番   | 規格品番   | オリコン 最高位 |
| 初回限定盤 | 発売日        | タイトル           | 通常盤     |            | オリコン 最高位 |
| ---------- | ------------- | ------------------ | ---------- | ---------- | --------------- |
| 1st        | 2003年2月26日 | sweets             |            | PICA-1273  | 45位            |
| 2nd        | 2005年3月9日  | all of me          | GNCA-1043  | GNCA-1044  | 78位            |
| 3rd        | 2010年12月8日 | Another Sky        |            | COCX-36569 | 圈外            |
| 4th        | 2015年12月2日 | Rainbow Wonderland | LACA-15527 |            | 圈外            |

#### ベスト・アルバム
|     | 発売日        | タイトル                           | 規格品番     | オリコン 最高位 |
| --- | ------------- | ---------------------------------- | ------------ | --------------- |
| 1st | 2007年9月21日 | Single Collection                  | GNCA-1142    | 143位           |
| 2nd | 2013年9月25日 | Happy For You 〜20th Anniversary〜 | COCX-38196/7 | 289位           |

#### 企画アルバム
| 枚  | 発売日         | タイトル   | 規格品番   | 最高位 |
| --- | -------------- | ---------- | ---------- | ------ |
| 1st | 2018年12月19日 | ソラノウタ | COCX-40602 | 131位  |

#### カバー・アルバム
|     | 発売日         | タイトル                                           | 規格品番  | オリコン 最高位 |
| --- | -------------- | -------------------------------------------------- | --------- | --------------- |
|     | 2000年9月22日  | パラパラMAX ～THE POWER OF NEW ANIMATION SONGS～   | PICA-1215 |                 |
|     | 2000年11月24日 | パラパラMAX 2 ～THE POWER OF NEW ANIMATION SONGS～ | PICA-1217 |                 |
|     | 2001年1月25日  | パラパラMAX 3 ～THE POWER OF NEW ANIMATION SONGS～ | PICA-1218 |                 |
|     | 2001年6月22日  | パラパラMAX 4 ～THE POWER OF NEW ANIMATION SONGS～ | PICA-1229 |                 |
|     | 2001年12月21日 | パラパラMAX 5 ～THE POWER OF NEW ANIMATION SONGS～ | PICA-1230 |                 |
|     | 2002年3月1日   | ベストMAX～THE POWER OF NEW ANIMATION SONGS～      | PICA-1233 |                 |
| 1st | 2004年8月25日  | Hyper Yocomix                                      | GNCA-1020 | 106位           |
| 2nd | 2006年8月25日  | Hyper Yocomix 2                                    | GNCA-1096 | 120位           |
| 3rd | 2008年6月25日  | Hyper Yocomix 3                                    | GNCA-1170 | 203位           |

### タイアップ一覧
| 曲名                                  | タイアップ | 使用年 |
| ------------------------------------- | --- | ------ |
| 乙女のポリシー                        | テレビアニメ『美少女戦士セーラームーンR』エンディングテーマ                                                    | 1993年 |
| 好きと言って                          | テレビアニメ『美少女戦士セーラームーンR』イメージソング                                                        | 1993年 |
| 愛の戦士                              | テレビアニメ『美少女戦士セーラームーンR』挿入歌                                                                | 1993年 |
| 風の戦士                              | テレビドラマ『五星戦隊ダイレンジャー』挿入歌                                                                   | 1993年 |
| やさしさの玉手箱                      | NHK音楽番組『みんなのうた』8月～9月度使用曲                                                                    | 1994年 |
| ちょっぴりシェフきぶん                | NHK教育テレビ『ひとりでできるもん!』第2期2代目オープニングテーマ                                               | 1995年 |
| White Destiny                         | WOWOWアニメ『新白雪姫伝説プリーティア』オープニングテーマ                                                      | 2001年 |
| Sugar Baby Love                       | BS-iアニメ『ちっちゃな雪使いシュガー』オープニングテーマ                                                       | 2001年 |
| 永遠の花                              | フジテレビ系アニメ『藍より青し』オープニングテーマ                                                             | 2002年 |
| 言えないから                          | NHK BS2アニメ『ぷちぷり*ユーシィ』エンディングテーマ                                                           | 2002年 |
| 真実の扉                              | UHFアニメ『ガンパレード・マーチ 〜新たなる行軍歌〜』オープニングテーマ                                         | 2003年 |
| Walking through the empty age         | フジテレビ系アニメ『TEXHNOLYZE』最終回エンディングテーマ                                                       | 2003年 |
| たからもの                            | UHFアニメ『藍より青し〜縁〜』オープニングテーマ                                                                | 2003年 |
| power of love                         | 文化放送ラジオ『超機動放送アニゲマスター』オープニングテーマ                                                   | 2003年 |
| 夏色のカケラ                          | BS-iアニメ『この醜くも美しい世界』エンディングテーマ                                                           | 2004年 |
| OPEN YOUR MIND 〜小さな羽根ひろげて〜 | TBS系アニメ『ああっ女神さまっ』オープニングテーマ                                                              | 2005年 |
| 願い                                  | TBS系アニメ『ああっ女神さまっ』エンディングテーマ                                                              | 2005年 |
| Foolish Dream                         | PCゲーム『紅忍 血河の舞』主題歌                                                                                | 2005年 |
| 紅の静寂                              | UHFアニメ『灼眼のシャナ』後期エンディングテーマ                                                                | 2006年 |
| 幸せのいろ                            | TBS系アニメ『ああっ女神さまっ それぞれの翼』オープニングテーマ                                                 | 2006年 |
| 僕らのキセキ                          | TBS系アニメ『ああっ女神さまっ それぞれの翼』エンディングテーマ                                                 | 2006年 |
| STRIKE WITCHES 〜わたしにできること〜 | UHFアニメ『ストライクウィッチーズ』オープニングテーマ                                                          | 2008年 |
| サーニャのうた                        | UHFアニメ『ストライクウィッチーズ』イメージソング                                                              | 2008年 |
| みずの おんがくかい                   | テレビ東京系アニメ『はっけん たいけん だいすき! しまじろう』挿入歌                                             | 2008年 |
| プライド                              | ドラマCD『超空転神トランセイザー』挿入歌                                                                       | 2009年 |
| private wing                          | ニンテンドーDS専用ソフト『ストライクウィッチーズ -蒼空の電撃戦 新隊長 奮闘する-』オープニングテーマ            | 2009年 |
| private wing                          | Playstation 2専用ソフト『ストライクウィッチーズ -あなたとできることA Little Peaceful Days-』オープニングテーマ | 2009年 |
| STRIKE WITCHES 2 〜笑顔の魔法〜       | UHFアニメ『ストライクウィッチーズ2』オープニングテーマ                                                         | 2010年 |
| 生命の樹                              | オンラインゲーム『エミル・クロニクル・オンライン』7周年記念ソング                                              | 2012年 |
| 茜の空に                              | 劇場アニメ『古町と団五郎』エンディングテーマ                                                                   | 2013年 |
| キセキノページ                        | PCゲーム『三国恋戦記〜オトメの兵法!〜』オープニングテーマ                                                      | 2013年 |
| 永遠の歌声、明日咲く花。              | PCゲーム『三国恋戦記〜オトメの兵法!〜』エンディングテーマ                                                      | 2013年 |
| INFINITY 〜あの日を越えて〜           | オンラインゲーム『エミル・クロニクル・オンライン』8周年記念ソング                                              | 2013年 |
| チュ☆ル☆リ☆ラ                         | パチンコ『CR鉄拳』搭載曲                                                                                       | 2013年 |
| あしたの太陽                          | PCゲーム『三国恋戦記〜オトメの兵法!〜 思いでがえし』オープニングテーマ                                         | 2014年 |
| Connect Link                          | 劇場アニメ『ストライクウィッチーズ Operation Victory Arrow』オープニングテーマ                                 | 2014年 |
| はじまる                              | オンラインゲーム『エミル・クロニクル・オンライン』9周年記念ソング                                              | 2014年 |
| COLORFUL BOX                          | テレビアニメ『SHIROBAKO』オープニングテーマ                                                                    | 2014年 |
| FOREVER HERE                          | テレビアニメ『FAIRY TAIL』エンディングテーマ                                                                   | 2015年 |
| soar                                  | パチスロ『絶対衝激Ⅱ 〜PLATONIC HEART〜』搭載曲                                                                 | 2015年 |
| Diamond days 〜想いの力〜             | オンラインゲーム『エミル・クロニクル・オンライン』10周年記念ソング                                             | 2015年 |
| アシタノツバサ                        | UHFアニメ『ブレイブウィッチーズ』エンディングテーマ                                                            | 2016年 |
| ソラノイロ                            | Webラジオ『連盟空軍広報局公式放送 LNAF.OA.ラジオワールドウィッチーズ』エンディングテーマ                       | 2016年 |
| 愛の矢の夢                            | テレビアニメ『クラシカロイド』第3話エンディングテーマ                                                          | 2016年 |
| 写真帖                                | テレビアニメ『ヒナまつり』第6話エンディングテーマ                                                              | 2018年 |
| 空が呼ぶほうへ                        | テレビアニメ『ストライクウィッチーズ 501部隊発進しますっ!』オープニングテーマ                                  | 2019年 |
| Next Chapter                          | ゲームアプリ『ワールドウィッチーズ UNITED FRONT』主題歌                                                        | 2020年 |
| 勇気の翼                              | テレビアニメ『ストライクウィッチーズ ROAD to BERLIN』オープニングテーマ                                        | 2020年 |
| 私たちになりたくて                    | 劇場アニメ『劇場版 美少女戦士セーラームーンEternal』前編エンディングテーマ                                     | 2021年 |
| Wanna Fly                             | テレビアニメ『ワールドウィッチーズ発進しますっ!』オープニングテーマ                                            | 2021年 |

### 参加作品
| 発売日         | 商品名 | 歌 | 楽曲 | 備考                                                                              |
| -------------- | --- | --- | --- | --------------------------------------------------------------------------------- |
| 1993年4月21日  | テレビまんがでレッツゴー! 最新テレビまんが大行進                                                                                | 石田よう子 | 「恋してZOO」 |                                                                                   |
| 1993年7月21日  | 五星戦隊ダイレンジャー ヒット曲集                                                                                               | 石田よう子 | 「風の戦士」 | テレビドラマ『五星戦隊ダイレンジャー』挿入歌                                      |
| 1994年3月21日  | ラストシーン 倉橋耀子 | 石田よう子 | 「Loneliness」 「Last Scene」 |                                                                                   |
| 1994年7月21日  | とっても!ラッキーマン | 石田よう子 | 「私はLUCKY STAR」 | テレビアニメ『とっても!ラッキーマン』イメージソング                               |
| 1994年12月1日  | とんでぶーりん ぶの1 | 石田よう子 | 「わらってぶーりん」 | テレビアニメ『愛と勇気のピッグガールとんでぶーりん』イメージソング                |
| 1995年2月1日   | NHKみんなのうた 輝きの彼方へ | 石田よう子 | 「輝きの彼方へ」 | NHK『みんなのうた』1995年2月～3月度使用曲                                         |
| 1995年3月21日  | とんでぶーりん ドラマ編 | 石田よう子 | 「夢じゃないよね」 | テレビアニメ『愛と勇気のピッグガールとんでぶーりん』イメージソング                |
| 1997年3月1日   | 逆転ロックンロール!! | 石田よう子 | 「DO UP!カブタック」 | テレビ朝日系特撮ドラマ『ビーロボカブタック』挿入歌                                |
| 1998年8月1日   | 学芸会・おゆうぎ会用CD-あきがあっきた                                                                                           | 石田よう子 | 「あきがあっきた」 |                                                                                   |
| 2000年5月24日  | 創世聖紀デヴァダシー | YOKO | 「過去はあなたの未来」 | OVA『創世聖紀デヴァダシー』主題歌                                                 |
| 2001年6月22日  | 新白雪姫伝説プリーティア オリジナル・サウンドトラック Vol.1                                                                     | 石田燿子 | 「White Destiny」 | テレビアニメ『新白雪姫伝説プリーティア』オープニングテーマ                        |
| 2001年9月5日   | カナリア～この想いを歌に乗せて～ ボーカルアルバム Smile for you                                                                 | YOKO | 「Egoistic Kitty」 | PCゲーム『カナリア 〜この想いを歌に乗せて〜』茅ヶ崎めぐみルートエンディングテーマ |
| 2002年3月29日  | SKY サウンドトラック | YOKO | 「No Time」 | PCゲーム『Sky』主題歌                                                             |
| 2006年6月9日   | OUTRIDE | アニサマフレンズ | 「OUTRIDE」 | ライブイベント『Animelo Summer Live 2006 -OUTRIDE-』テーマソング                  |
| 2008年6月25日  | Tribute to Masami Okui 〜Buddy〜                                                                                                | 石田燿子 | 「Olive」 |                                                                                   |
| 2008年7月23日  | Yells 〜It's a beautiful life〜                                                                                                 | 宝野アリカ、石川智晶、石田燿子、ELISA、GRANRODEO、栗林みな実、サイキックラバー、savage genius、JAM Project（影山ヒロノブ、遠藤正明、きただにひろし、奥井雅美、福山芳樹）、Suara、茅原実里、平野綾、美郷あき、水樹奈々、May'n、桃井はるこ、米倉千尋 | 「Yells 〜It's a beautiful life〜」 | ライブイベント『Animelo Summer Live 2008 -Challenge-』テーマソング                |
| 2008年7月23日  | Yells 〜It's a beautiful life〜                                                                                                 | 宝野アリカ、石川智晶、石田燿子、ELISA、栗林みな実、savage genius、奥井雅美、Suara、茅原実里、平野綾、美郷あき、水樹奈々、May'n、桃井はるこ、米倉千尋                                                                                               | 「Yells 〜It's a beautiful life〜」 |                                                                                   |
| 2008年11月28日 | Ultimate A-Style2 | Mizuho | 「扉ひらいて、ふたり未来へ（HEAVENS WiRE RMX）」 |                                                                                   |
| 2008年12月28日 | 超空転神トランセイザー オリジナルサウンドトラック                                                                               | 石田燿子 | 「プライド」 | ドラマCD『超空転神トランセイザー』挿入歌                                          |
| 2010年8月27日  | 三国恋戦記〜オトメの兵法!〜 サウンドトラック                                                                                    | 石田燿子 | 「キセキノページ」 | PCゲーム『三国恋戦記〜オトメの兵法!〜』オープニングテーマ                         |
| 2010年8月27日  | 三国恋戦記〜オトメの兵法!〜 サウンドトラック                                                                                    | 石田燿子 | 「永遠の歌声、明日咲く花。」 | PCゲーム『三国恋戦記〜オトメの兵法!〜』エンディングテーマ                         |
| 2012年3月21日  | ストライクウィッチーズ劇場版 オリジナル・サウンドトラック                                                                       | 石田燿子&第501統合戦闘航空団with服部静夏（内田彩） | 「約束の空へ〜私のいた場所〜」 | アニメ映画『ストライクウィッチーズ 劇場版』主題歌                                 |
| 2013年2月6日   | ウルトラマンタロウ Rock ver | きただにひろし×石田燿子 | 「ウルトラ六兄弟 (Dance ver)」 | テレビドラマ『ウルトラマンタロウ』関連曲                                          |
| 2013年5月1日   | 宇宙戦艦ヤマト | Project Yamato 2199 | 「宇宙戦艦ヤマト」 | テレビアニメ『宇宙戦艦ヤマト2199』オープニングテーマ                              |
| 2014年3月14日  | 三国恋戦記〜オトメの兵法!〜 思いでがえし サウンドトラック                                                                       | 石田燿子 | 「あしたの太陽」 | PCゲーム『三国恋戦記〜オトメの兵法!〜 思いでがえし』オープニングテーマ            |
| 2014年7月19日  | Starting STYLE!! | ランティスのみんな | 「Starting STYLE!!」 | ライブイベント『15th Anniversary Live ランティス祭り2014』テーマソング            |
| 2015年11月4日  | Over The Testament | Metamorphose featuring Yoko Ishida | 「Over The Testament Ver.1」 | テレビアニメ『新妹魔王の契約者 BURST』1 - 3話オープニングテーマ                   |
| 2015年11月4日  | Over The Testament | Metamorphose featuring Yoko and Kaori | 「Over The Testament Another Version」 | テレビアニメ『新妹魔王の契約者 BURST』関連曲                                      |
| 2015年12月16日 | Metamorphose 1 | Metamorphose featuring Yoko Ishida | 「Over The Testament Ver.1」 |                                                                                   |
| 2015年12月16日 | Metamorphose 1 | Metamorphose featuring Yoko Ishida | 「体温」 | テレビアニメ『新妹魔王の契約者 BURST』関連曲                                      |
| 2015年12月16日 | Metamorphose 1 | Metamorphose | 「Over The Testament Ver.5」 | テレビアニメ『新妹魔王の契約者 BURST』第10話オープニングテーマ                    |
| 2016年8月28日  | 乙女のポリシー | 石田燿子とイヤホンズ | 「乙女のポリシー」 |                                                                                   |
| 2016年10月28日 | AUGUST LIVE! 2016 レコーディングアルバム 絢爛クラリティ                                                                         | Mizuho | 「扉ひらいて、ふたり未来へ 2016」 「It’s my precious time! 2016」 |                                                                                   |
| 2016年10月28日 | AUGUST LIVE! 2016 レコーディングアルバム 絢爛クラリティ                                                                         | Mizuho、ういにゃす、おっちょこバニー、榊原ゆい、Ceui、泉伶-センレイ-、ちっち、中恵光城、真優、ЯIRE-リール- | 「Eternal Destiny」 |                                                                                   |
| 2016年12月21日 | クラシカロイド MUSIK Collection Vol.1                                                                                           | 石田燿子 | 「愛の矢の夢」 | テレビアニメ『クラシカロイド』挿入歌                                              |
| 2017年12月6日  | 美少女戦士セーラームーン 25th Anniversary Classic Concert ALBUM 2017                                                            | 石田燿子 | 「乙女のポリシー」 「"らしく"いきましょ」 「セーラースターソング」 | ライブ・バージョン。テレビアニメ『美少女戦士セーラームーン』関連曲                |
| 2018年1月24日  | 灼眼のシャナ -BEST- | 石田燿子 | 「紅の静寂」 | テレビアニメ『灼眼のシャナ』後期エンディングテーマ                                |
| 2018年4月4日   | 美少女戦士セーラームーン THE 25th ANNIVERSARY MEMORIAL TRIBUTE                                                                  | 石田燿子 | 「乙女のポリシー」 | リアレンジ・バージョン。テレビアニメ『美少女戦士セーラームーン』関連曲            |
| 2018年6月6日   | ヒナまつり音楽集〜花も嵐も踏み越えて〜                                                                                          | 石田燿子 | 「写真帖」 | テレビアニメ『ヒナまつり』エンディングテーマ                                      |
| 2018年7月4日   | ワールドウィッチーズシリーズ10周年記念アルバム ストライクウィッチーズ＆ブレイブウィッチーズ 45ソングス (リミックス＆リアレンジ) | 石田燿子 | 「STRIKE WITCHES ～わたしにできること～ (10th Anniversary Remix)」 「private wing (10th Anniversary Remix)」 「STRIKE WITCHES 2 〜笑顔の魔法〜 (10th Anniversary Remix)」 「Connect Link (10th Anniversary Re-Arrange)」 |                                                                                   |
| 2018年7月4日   | ワールドウィッチーズシリーズ10周年記念アルバム ストライクウィッチーズ＆ブレイブウィッチーズ 45ソングス (リミックス＆リアレンジ) | 石田燿子&第501統合戦闘航空団with服部静夏（内田彩） | 「約束の空へ 〜私のいた場所〜 (10th Anniversary Remix)」 |                                                                                   |
| 2020年9月30日  | ストライクウィッチーズ&ブレイブウィッチーズ 主題歌BEST                                                                          | 石田燿子 | 「STRIKE WITCHES 〜わたしにできること〜」 「private wing」 「STRIKE WITCHES 2 〜笑顔の魔法〜」 「Connect Link」 「アシタノツバサ」 「空が呼ぶほうへ」                                                                    | テレビアニメ『ストライクウィッチーズ』関連曲                                      |
| 2020年9月30日  | ストライクウィッチーズ&ブレイブウィッチーズ 主題歌BEST                                                                          | 石田燿子&第501統合戦闘航空団with服部静夏（内田彩） | 「約束の空へ 〜私のいた場所〜」 | テレビアニメ『ストライクウィッチーズ』関連曲                                      |
| 2021年1月13日  | 月色Chainon【Eternal盤】 | 石田燿子 | 「私たちになりたくて」 | 劇場版アニメ『美少女戦士セーラームーンEternal』前編エンディングテーマ             |
| 2021年10月31日 | Dolly×Dolly Party | 石田燿子、五條真由美 | 「秋色協奏曲」 |                                                                                   |
| 2022年9月15日  | フェアリーフェンサー エフ Refrain Chord サウンドトラック                                                                        | 石田燿子 | 「契りの花びら」 | ゲーム『フェアリーフェンサー エフ Refrain Chord』関連曲                           |

### J.e.t.の作品
| 通算     | 発売日        | 商品名           | 備考               |
| EP       | EP            | EP               | EP                 |
| -------- | ------------- | ---------------- | ------------------ |
| 1        | 2001年6月8日  | birth            | ライブ会場限定発売 |
| 2        | 2007年        | MOON             | ライブ会場限定発売 |
| シングル |               |                  |                    |
| 1        | 2003年        | あいまい         | ライブ会場限定発売 |
| 2        | 2004年        | アイスルヒト     | ライブ会場限定発売 |
| アルバム |               |                  |                    |
| 1        | 2008年2月13日 | A breathless day | 配信限定           |
| 2        | 2010年3月3日  | Sign of us       | 配信限定           |

### ライブ映像
- Anime-Pop Star Yoko Ishida: Live in Concert（2006年5月2日） - 日本未発売
- ストライクウィッチーズ みんながいるからできること! bis（2010年8月27日）
- TRAVELLING AUGUST CONCERT: Our Augusts（2014年1月31日）
- NBCUniversal ANIME×MUSIC FESTIVAL〜25th ANNIVERSARY〜（2018年8月29日）
- AUGUST LIVE! 2018 Blu-ray&DLCard（2018年12月29日先行発売）

## ライブ・イベント

### 単独ライブ
| 公演日         | タイトル                                                            | 会場                          |
| -------------- | ------------------------------------------------------------------- | ----------------------------- |
| 2003年11月8日  | 石田燿子ファーストライブ ～LIVE sweets!～                           | 東京・原宿アストロホール      |
| 2005年5月5日   | アニメロミックス presents 石田燿子 2nd LIVE TOUR "all of me"        | 大阪・バナナホール            |
| 2005年5月8日   | アニメロミックス presents 石田燿子 2nd LIVE TOUR "all of me"        | 東京・LIQUIDROOM ebisu        |
| 2005年12月17日 | Yoko Ishida Birthday Party 2005                                     | 東京・三軒茶屋Grapefruit Moon |
| 2007年12月24日 | YOKO ISHIDA 15th Anniversary Special LIVE "Thankful X'mas!"         | 東京・渋谷eggman              |
| 2008年3月15日  | Yoko Ishida & Junko Noda ～LOVE to dp～                             | 大阪・バナナホール            |
| 2013年11月24日 | YOKO ISHIDA 20th Anniversary LIVE “Happy For You”                   | 大阪・阿倍野ROCKTOWN          |
| 2013年11月30日 | YOKO ISHIDA 20th Anniversary LIVE “Happy For You”                   | 東京・表参道GROUND            |
| 2016年4月24日  | YOKO ISHIDA LIVE "Rainbow Wonderland"                               | 東京・表参道GROUND            |
| 2017年5月20日  | Yoko Ishida Acoustic Night 2017 ～HAJIMARU～                        | 東京・二子玉川KIWA            |
| 2017年10月7日  | Yoko Ishida Acoustic Birthday Night 2017 ～Angel Number～           | 東京・二子玉川KIWA            |
| 2018年10月8日  | Yoko Ishida 25th Anniversary Live "TWENTY FIVE-O"                   | 東京・渋谷eggman              |
| 2020年8月16日  | Yoko Ishida Live Streaming 2020 "wish to VOICE"                     | オンライン配信                |
| 2021年7月24日  | イシダナイトプレミアム                                              | 新潟県・新潟ジョイアミーア    |
| 2021年12月12日 | イシダナイトプレミアム2021〜Very Merry Christmas!〜                 | 新潟県・新潟ジョイアミーア    |
| 2022年7月31日  | イシダナイトプレミアム2022〜Enjoy summer〜                          | 新潟県・新潟ジョイアミーア    |
| 2022年10月9日  | イシダナイトプレミアム トーキョー2022〜どーも、石田燿子です〜       | 東京・ホオキパスクエア        |
| 2022年12月11日 | 石田燿子まもなく30周年イヤーLIVE 「Have a Sailor Christmas Day!」   | 新潟県・新潟ジョイアミーア    |
| 2023年3月19日  | イシダナイトプレミアム2023〜30周年直前スペシャル〜                  | 新潟県・新潟ジョイアミーア    |
| 2023年12月2日  | 石田燿子 30TH ANNIVERSARY SPECIAL LIVE 〜BLUE MOON〜                | 東京・浅草花劇場              |
| 2023年12月2日  | 石田燿子 30TH ANNIVERSARY SPECIAL LIVE 〜Everything's my treasure〜 | 東京・浅草花劇場              |
| 2024年11月4日  | 石田燿子 Acoustic Live 2024 〜wish to my voice〜                    | 東京・渋谷 7th FLOOR          |

### 海外イベント
| 公演日               | タイトル                                                       | 会場                                         |
| -------------------- | -------------------------------------------------------------- | -------------------------------------------- |
| 2002年7月4日～7日    | Anime Expo 2002                                                | ロングビーチ・Long Beach Convention Center   |
| 2002年7月26日～28日  | Otakon 2002                                                    | ボルチモア・Baltimore Convention Center      |
| 2003年5月16日～18日  | Anime Central 2003                                             | イリノイ・Hyatt Regency O'Hare Chicago       |
| 2005年9月3日         | 石田燿子 東海岸インストアツアー "Anime Fusion"                 | ミネアポリス・Mall of America                |
| 2005年9月4日         | 石田燿子 東海岸インストアツアー "Anime Fusion"                 | ヴァージニアビーチ・Lynnhaven Mall           |
| 2005年9月17日        | 石田燿子 東海岸インストアツアー "Anime Fusion"                 | ジャクソンビル・Jacksonville Mall            |
| 2005年9月24日        | 石田燿子 東海岸インストアツアー "Anime Fusion"                 | アトランタ・Convention Hall                  |
| 2005年9月30日        | 石田燿子 東海岸インストアツアー "Anime Fusion"                 | バッファロー・Amherst STRIP MALL             |
| 2005年10月2日        | 石田燿子 東海岸インストアツアー "Anime Fusion"                 | ニューヨーク・Manhattan Mall                 |
| 2006年1月7日         | 石田燿子 西海岸インストアツアー "Anime Fusion"                 | シアトル                                     |
| 2006年1月14日        | 石田燿子 西海岸インストアツアー "Anime Fusion"                 | サンフランシスコ                             |
| 2006年1月20日        | 石田燿子 西海岸インストアツアー "Anime Fusion"                 | ロスアンジェルス                             |
| 2006年1月22日        | 石田燿子 西海岸インストアツアー "Anime Fusion"                 | サンディエゴ                                 |
| 2006年1月28日        | 石田燿子 西海岸インストアツアー "Anime Fusion"                 | デンバー                                     |
| 2006年2月4日         | 石田燿子 西海岸インストアツアー "Anime Fusion"                 | サンアントニオ                               |
| 2007年9月3日         | DAaiga CON                                                     | ケンタッキー・Holiday Inn                    |
| 2007年7月14日～15日  | Anime Friends 2007                                             | サンパウロ・Universidade Sant'Anna           |
| 2007年10月27日       | Manga Expo 2                                                   | パリ・CNIT La Défense                        |
| 2011年2月19日        | Anisama in Shanghai -Only One-                                 | 上海・上海大舞台                             |
| 2014年10月11日～12日 | IberAnime OPO 2014                                             | ゴンドマール・Pavilhão Multiusos de Gondomar |
| 2015年1月16日～17日  | Anison World Tour 2015 ～ Lantis Festival                      | ラスベガス・The Joint                        |
| 2016年7月1日         | Anime Expo 201                                                 | ロサンゼルス・Los Angeles Convention Center  |
| 2016年7月2日         | Anisong World Matsuri ～Japan Super Live～                     | ロサンゼルス・Microsoft Theater              |
| 2018年11月17日       | Anime Diva Night powered by Anisong World Matsuri at Anime NYC | ニューヨーク・Javits Center                  |
| 2018年11月25日       | Sailor Moon Symphony                                           | パリ・Paris de Congres                       |
| 2019年8月10日        | ANIMETHON                                                      | エドモントン・Edmonton Convention Centre     |
| 2023年12月7日～8日   | 29 Manga Barcelona                                             | バルセロナ・Fira Gran Via                    |
| 2024年7月20日        | Anime Messe Babelsberg 2024                                    | ベルリン・Filmpark Babelsberg                |

### 合同ライブ
| 公演日               | タイトル                                                                                           | 会場                                              |
| -------------------- | -------------------------------------------------------------------------------------------------- | ------------------------------------------------- |
| 2001年8月25日〜26日  | TBSアニメフェスタ2001                                                                              | 東京・赤坂ACTシアター                             |
| 2003年3月9日         | okui,masami "Birth Live & more… '03"                                                               | 東京・新宿LIQUIDROOM                              |
| 2005年7月10日        | Animelo Summer Live 2005 -THE BRIDGE-                                                              | 東京・国立代々木競技場                            |
| 2006年7月8日         | Animelo Summer Live 2006 -OUTRIDE-                                                                 | 東京・日本武道館                                  |
| 2007年2月11日        | OND Presents PPPH Frs.2007 3rd STRIKE!                                                             | 東京・新宿LOFT                                    |
| 2008年6月9日         | TRICK or TREAT vol.7                                                                               | 東京・高田馬場CLUB PHASE                          |
| 2008年8月30日        | Animelo Summer Live 2008 -Challenge-                                                               | 埼玉県・さいたまスーパーアリーナ                  |
| 2010年12月12日       | 佐藤ひろ美 Birth Live～10周年記念祭り～                                                            | 東京・TSUTAYA O-EAST                              |
| 2010年12月12日       | Chihiro Yonekura Presents X'mas Party Live 2009 "FRIENDS” ～あなたのハートにクリスマChu!!(^2^)-☆～ | 東京・SHIBUYA-AX                                  |
| 2011年12月10日       | Chihiro Yonekura Presents X'mas Party Live 2011“FRIENDS”～あなたのハートにDing Dong Rock On!～     | 東京・渋谷C.C.Lemonホール                         |
| 2013年1月4日         | ストライクウィッチーズ「みんながいたからデキること!」                                              | 東京・Zepp Tokyo                                  |
| 2013年8月17日        | トラベリング・オーガスト 東京公演                                                                  | 東京・文京シビックホール                          |
| 2013年9月1日         | トラベリング・オーガスト 大阪公演                                                                  | 大阪・サンケイホールブリーゼ                      |
| 2013年10月13日       | ストライクウィッチーズ「みんながいたからデキること! bis」                                          | 東京・Zepp Tokyo                                  |
| 2015年6月28日        | ストライクウィッチーズ Operation Victory Arrow 大感謝祭「みんなの笑顔でデキたこと!」               | 東京・Zepp Tokyo                                  |
| 2015年12月13日       | アニメJAM 2015                                                                                     | 千葉県・幕張メッセ                                |
| 2015年12月20日       | Metamorphose 幻のファーストライブ                                                                  | 東京・TSUTAYA O-EAST                              |
| 2016年8月27日        | Animelo Summer Live 2016 刻 -TOKI-                                                                 | 埼玉県・さいたまスーパーアリーナ                  |
| 2016年9月4日         | かどみゅ! KADOKAWAアニメの映像と名曲が紡ぎだす夢のライブ                                           | 東京・NHKホール                                   |
| 2016年10月29日〜30日 | がたふぇすVol.7                                                                                    | 新潟県・NHKホール万代シテイパーク                 |
| 2017年8月2日～3日    | 美少女戦士セーラームーン25周年記念 Classic Concert                                                 | 東京・東京芸術劇場 コンサートホール               |
| 2017年10月21日～22日 | がたふぇすVol.8                                                                                    | 新潟県・万代シテイパーク                          |
| 2018年2月3日         | NBCUniversal ANIME×MUSIC FESTIVAL ～25th ANNIVERSARY～                                             | 埼玉県・さいたまスーパーアリーナ                  |
| 2018年4月28日        | 美少女戦士セーラームーン25周年記念 Classic Concert                                                 | 大阪・フェスティバルホール                        |
| 2018年6月23日        | AUGUST LIVE! 2018                                                                                  | 東京・ディファ有明                                |
| 2018年7月8日         | ワールドウィッチーズシリーズ10周年記念イベント「みんながいたからデキたこと!」                      | 豊洲PIT                                           |
| 2018年10月20日～21日 | がたふぇす Vol.9                                                                                   | ホテルイタリア軒 サンマルコ                       |
| 2019年3月22日        | クラシカロイド音楽祭♯ ～ムジークLIVE&ピアノコンサート～                                            | 中野サンプラザホール                              |
| 2019年3月30日        | みんデキ!2019                                                                                      | 川崎クラブチッタ                                  |
| 2019年6月21日        | 20th Anniversary Live ランティス祭り2019 A・R・I・G・A・T・O ANISONG                               | 幕張メッセ                                        |
| 2019年8月4日         | ワールドウィッチーズミュージックフェスタ2019 Premium Live Band Special                             | 神奈川県・CLUB CITTA'                             |
| 2019年11月17日       | ウィッチーズ秘密集会 2019年秋篇                                                                    | Future SEVEN                                      |
| 2020年10月25日       | がたふぇす Vol.11                                                                                  | 新潟市民芸術文化会館                              |
| 2020年11月28日       | ワールドウィッチーズミュージックフェスタ2020                                                       | ニッショーホール                                  |
| 2021年6月26日        | USAGI BIRTHDAY記念「美少女戦士セーラームーン」ファンミーティング2021                               | オンライン配信                                    |
| 2021年7月4日         | 『ストライクウィッチーズ 第501統合戦闘航空団歌唱集』発売記念ライブ                                 | ニッショーホール                                  |
| 2021年10月10日       | ワールドウィッチーズミュージックフェスタ2021                                                       | 江戸川区総合文化センター大ホール                  |
| 2021年11月28日       | ART LIVE 2021                                                                                      | ところざわサクラタウン ジャパンパビリオンホールA  |
| 2021年12月5日        | 超アニソンライブ2021                                                                               | りゅーとぴあ 新潟市民芸術文化会館コンサートホール |
| 2022年4月23日        | クミコトヨウコ「乙女のアニソンPARTY!!!」                                                           | 新潟ジョイアミーア                                |
| 2022年8月21日        | ULTRA MAX DIVE                                                                                     | 大阪・心斎橋CLUB Palette                          |
| 2022年11月5日        | CNA★フェスタ 2022                                                                                  | 秋田拠点センターアルヴェ                          |
| 2023年2月5日         | ワールドウィッチーズミュージックフェスタ2023                                                       | 浅草公会堂                                        |
| 2023年4月16日        | SUZUKA春祭り                                                                                       | 本田技研工業株式会社 鈴鹿製作所                   |
| 2023年9月24日        | 石田燿子と橋本みゆき Happy Anniversary～新潟で会いましょう～                                       | 新潟・国際映像メディア専門学校実習棟              |
| 2023年10月9日        | HIGHWAY STAR PARTY 2023                                                                            | 東京・豊洲PIT                                     |
| 2023年11月11日       | ワールドウィッチーズ15周年イベント～みんなのおかげでデキたこと!～                                  | ところざわサクラタウン ジャパンパビリオンホールA  |
| 2024年3月9日         | 「ストライクウィッチーズ」フィルムコンサート                                                       | ところざわサクラタウン ジャパンパビリオンホールA  |
| 2024年3月16日        | がたふぇすアニソンライブ2024                                                                       | 新潟市音楽文化会館                                |
| 2024年4月29日        | savage genius 22周年記念東名阪生誕ツアー "世界って美しい! Final"                                   | 東京・渋谷eggman                                  |
| 2024年9月22日        | HIGHWAY STAR PARTY 2024 -SHIBUYA JUNCTION-                                                         | 東京・LINE CUBE SHIBUYA                           |

## 出演

### テレビアニメ
- さくらももこ劇場 コジコジ（1997年 - 1999年、うさ子、ペランコ星人）
- 連盟空軍航空魔法音楽隊ルミナスウィッチーズ（2022年、石田大尉[14]）

### ラジオ
- よう子の聞いたことナイト（山梨放送）
- ハッピータイム（山口放送）※アシスタント
- 山野さと子のスマイリング・パラダイス！（ラジオ関西）※アシスタント
- 石田燿子のHYPER ANISON WEB♪
- 奥井雅美kiss×3（東海ラジオほか）※アシスタント
- 月イチ！Club sweets（BEWE）
- 石田燿子あなたと星空の下で（FM PORT）

### テレビ番組
- 有野の穴（第56、57回ゲスト）
- かどみゅ!（2016年10月16日、WOWOWライブ）
- Anison Days（2019年3月11日、BS11）
- アニソン!プレミアム!（2019年4月21日、NHK BSプレミアム）

### インターネット番組
- @Tunes.（第24回ゲスト）
- 電波諜報局（2014年11月27日、2015年10月15日）
- かどみゅ!（2016年、dアニメストア）

## 作詞
2002年
- 言えないから

2003年
- believing
- proof of life
- Thankful
- たからもの
- power of love（おたっきぃ佐々木と共同作詞）

2005年
- OPEN YOUR MIND〜小さな羽根ひろげて〜
- 願い
- 君らしいスピードで
- Love Repair
- Platinum
- sharing sweet time
- FOOLISH DREAM（日本語詞）
- 紅の静寂
- Grab the chance!〜チャンスをつかめ!〜
- 幸せのいろ
- 僕らのキセキ

2010年
- Another Sky
- アカリ

2016年
- ソラノイロ

### 作詞提供
- ぷちでぃーば「春の星」（2007年）